# 14e cérémonie des New York Film Critics Online Awards
La 14e cérémonie des New York Film Critics Online Awards (NYFCO Awards), décernés par la New York Film Critics Online, a eu lieu le 9 décembre 2014, et a récompensé les films réalisés dans l'année.

## Palmarès
- Meilleur film :
  - Boyhood

- Meilleur réalisateur :
  - Richard Linklater pour Boyhood

- Meilleur acteur :
  - Eddie Redmayne pour The Theory of Everything

- Meilleure actrice :
  - Marion Cotillard pour Deux Jours, une nuit

- Meilleur acteur dans un second rôle :
  - J. K. Simmons pour Whiplash

- Meilleure actrice dans un second rôle :
  - Patricia Arquette pour Boyhood

- Meilleure distribution :
  - Birdman

- Meilleur jeune réalisateur :
  - Dan Gilroy pour Nightcrawler

- Meilleur scénario :
  - Birdman  – Armando Bo, Alexander Dinelaris Jr., Nicolás Giacobone, Alejandro G. Inarritu

- Meilleure musique de film :
  - Get on Up – Thomas Newman

- Meilleur film en langue étrangère :
  - Deux Jours, une nuit  Belgique

- Meilleur film d'animation :
  - La Grande Aventure Lego

- Meilleur film documentaire :
  - Life Itself